# Pithecellobium cordifolium
Pithecellobium cordifolium là một loài thực vật có hoa trong họ Đậu. Loài này được Morong & Britton miêu tả khoa học đầu tiên.